# Vapour Point
Der Vapour Point (englisch) ist eine Landspitze von Deception Island im Archipel der Südlichen Shetlandinseln. Sie liegt nordnordwestlich des Vapour Col.
Polnische Wissenschaftler benannten sie 1999 in Anlehnung an die Benennung des gleichnamigen Bergsattels.